# Группа Норд
Норд  (NORD) — производитель крупной бытовой техники и торгового оборудования, с собственной научно-конструкторской базой (УКРНИИБЫТМАШ) и современным производством.
Штаб-квартира компании расположена в г. Киев (Украина).

## История

### 1963 - 1991
В 1963 году в Донецке был введён в эксплуатацию Донецкий завод холодильников проектной мощностью 71 тыс. холодильников в год, который начал выпуск однокамерных холодильников «Донбасс».
В 1977 г. было создано Донецкое производственное объединение «Электробытмаш», в которое вошли «Донецкий завод холодильников» Мариупольский и Мелитопольский заводы стиральных машин, Донецкий завод штампов и литейных форм, Красноармейский завод «Электродвигатель».
В 1987 г. — В производстве освоен первый холодильник с пенополиуретановой теплоизоляцией.
1988 г. — Создано Специальное конструкторское бюро (СКБ), освоившее впоследствии разработку всей техники NORD, называемое в разные года Донецкий институт холодильной техники (ДИХТ), Украинский научно-исследовательский и проектно-конструкторский институт бытового машиностроения (УКРНИИБЫТМАШ).
В период с 1975 по 1992 гг. были проведены две реконструкции завода. Мощность выпуска доведена до 500 тыс. единиц одно- и многокамерных холодильников.

### После 1991
1991 г. — Преобразование Донецкого производственного объединения «Электробытмаш» в акционерное общество «НОРД» (позже ПАО «НОРД»)
1992 г. — Строительство завода по производству бытовых газовых плит в г. Донецк (Украина), начало серийного выпуска кухонных плит NORD.
1993 г. — Открытие завода по производству компрессоров для холодильной техники
1994 г. — Открытие в Иордании совместного производства бытовых холодильников
1996 г. — Начало производства кондиционеров, вначале бытовых, впоследствии промышленных для локомотивов, экскаваторов, кранов и т. п.
В 1997 основано предприятие ООО «Домотехника-НОРД» — генеральный дилер АО «НОРД» на территории Украины и стран СНГ. Впоследствии закрыто.
1998 г. — Начало производства торговой холодильной техники под брендом «INTER».
В 2002 году была осуществлена кардинальная реконструкция завода, в которую было вложено 12 миллионов долларов. В производстве холодильных приборов компания перешла на экологически чистый хладагент R 600 a (изобутан), который не разрушает озоновый слой земли и безопасен для экологии. НОРД первым из заводов СНГ начал применение изобутана. Такой переход был вызван большим объёмом выпуска холодильников для стран Европы (Германии, Франции, Бельгии), в которых запрещено использование озоноразрушающих веществ.
2003 г. — Построен и введён в эксплуатацию завод компрессоров. АО «Норд» совместно с итальянской фирмой BONO разработало и запустило в производство принципиально новый компрессор. Сертификация системы, качества согласно требованиям международного стандарта из серии ISO 9000. Создано новое поколение холодильников ТМ NORD, работающих в классе энергопотребления — А+, в соответствии с международным стандартом EN-153.
2006 г. — Начало производства бойлеров NORD
2008 г. — На производстве в г. Донецк (Украина) внедрена система «Метод производства Норд» (на базе всемирно известной методики Toйота – «кайдзен»). Главный приоритет системы - КАЧЕСТВО и бережливое производство
2010 г. — Запуск нового производства холодильного оборудования в п. Матвеев Курган (Россия). Впоследствии закрыто.
До 2012 г. в ПАО Норд (Холдинг «Группа Норд») включало в себя 29 предприятий и организаций, выпускающих холодильники, плиты, пылесосы, компрессоры и другую бытовую технику. Общая площадь ПАО «НОРД» — около 17 гектар. Общая протяжённость конвейерных линий — более 9 км. Производственная мощность — 3200 шт. приборов в сутки, в год — до 1 млн шт. Численность сотрудников холдинга — 5 тысяч человек.
2013 г. — 50-ти летней юбилей NORD. Выпуск первого холодильника с системой No Frost и запуск серийного производства. Выпуск лимитированной серии ретро-холодильников ТМ «Донбасс». По сравнению с 1963 годом мощность Донецкого завода холодильников увеличена в 15 раз до 1 миллиона приборов в год, освоены новые виды производства кухонных плит и торгового холодильного оборудования, открыты предприятия по производству основных деталей холодильника, организованы торгующие и сервисные центры, развиваются рекреационные и спортивные организации (Норд (спортивный клуб, Донецк)).
В 2014 году ПАО «Норд» официально законсервировал производство в г. Донецк и прекратил выпуск продукции. Штаб-квартира перемещена в г. Краматорск.
В 2016 г. NORD перенёс производства холодильников и торгового оборудования в Китай.
2017 г. — Начало производства холодильников NORD и торгового оборудования INTER в г. Хефей и г. Гуанчжоу (Китай) согласно конструктивной и технологической документации ПАО «НОРД». Выпуск нового модельного ряда холодильников с системой Total No FROST и высокоэффективным классом энергопотребления А++. Расширение ассортимента морозильных ларей объёмом от 60 до 300 л. Начало продаж нового модельного ряда холодильников «Cold freshness»
Март 2017 г. Переезд отдела продаж из Краматорска в Киев. Организация новой штаб-квартиры.
2018 г. — Подписание на 15 лет «социального и морального кодекса» по качеству с компанией «MIDEA». Расширение линейки морозильных ларей INTER. Выпуск новых моделей объёмом 350, 400 и 500 л., увеличение полной гарантии на бренд INTER до 2 лет.
21.08.2018 Начало производства "умного" морозильного оборудования. Старт продаж нового морозильного ларя INTER L 500 E с электронным управлением. По сравнению с обычными моделями "Е" -серия потребляет на 45% меньше энергии.
С 01.02.2019 г. на всю приобретённую продукцию бренда NORD действует 2 года полной гарантии от производителя, куда входит бесплатное сервисное обслуживание, запчасти и выезд мастера.

## Деятельность и продукция
NORD предлагает большой ассортимент качественной бытовой техники и техники для бизнеса, а именно — холодильники, морозильные камеры, газовые, электрические и комбинированные плиты, кондиционеры, пылесосы, утюги, водонагреватели, микроволновые печи, торговое оборудование.
NORD применяет высочайшие стандарты качества, что подтверждено сертификатами качества ЕС ISO 9001:2008, сертификатам соответствия TSU (требования безопасности директив ЕС), международной системы сертификации TÜV Thüringen и Rheinland, различными дипломами, наградами и призами. В производстве применяется только экологически чистые материалы, безопасные для природы и человека. Они соответствуют самым высоким экологическим нормам, требованиям директив Европейского Союза RoHS и REACH. Техника ТМ NORD экспортируется в страны Европы, СНГ и Азии.
NORD активно занимается развитием социальной сферы, внося вклад в развитие медицины, образования, спорта, культуры, создавая базы отдыха, спорткомплексы, ледовые и детские площадки.